# Shantae and the Seven Sirens
Shantae and the Seven Sirens es un videojuego de plataformas metroidvania desarrollado y publicado por WayForward Technologies, siendo el quinto juego en la saga indie de Shantae y continuación directa de Shantae: Half-Genie Hero. El juego fue inicialmente lanzado en iOS y macOS por Apple Arcade en septiembre y octubre de 2019 respectivamente, y tiempo después fue lanzado para Windows, PlayStation 4, Xbox One y Nintendo Switch el 28 de mayo de 2020.

## Jugabilidad
Con el mismo estilo de los tres primeros juegos de la serie, Shantae and the Seven Sirens sigue a la "semi-genio" Shantae mientras explora un mundo interconectado. Durante su viaje, Shantae se encuentra con pueblos con personajes NPC con los que interactuar, así como con laberintos estilo mazmorra que contienen nuevas habilidades para desbloquear y jefes que derrotar. Shantae conserva su capacidad para transformarse en otras criaturas, ahora utilizada a través de una habilidad llamada "magia de fusión" que le permite transformar instantáneamente y usar la habilidad de una criatura presionando un botón en lugar de tener que seleccionarla como en juegos anteriores, funcionando de manera similar a las armas de Pirate's Curse. Se pueden realizar habilidades especiales adicionales bailando, como revelar objetos ocultos o curar plantas marchitas. Los enemigos derrotados a veces dejarán caer Cartas de Monstruo coleccionables con su imagen. Al encontrar un cierto número de una carta determinada, Shantae puede equiparla para aumentar sus habilidades, proporcionando bonificaciones como una mayor velocidad de movimiento o magia que se recarga automáticamente con el tiempo. Se pueden equipar hasta tres cartas a la vez, con un total de 50 cartas diferentes para coleccionar. Al igual que otros juegos de la serie, completar la historia premia al jugador con una obra de arte adicional según su tiempo final y el porcentaje de finalización. Un modo New Game Plus permite al jugador volver a jugar el juego con mayor magia pero menor defensa.

## Sinopsis
La semi-genio Shantae y sus amigos son invitados a Paradise Island para el Festival de semi-Genios, donde conoce y se hace amiga de un grupo de compañeras semi-genios. Sin embargo, durante una actuación en el festival, las otras semi-genios son secuestradas. Decidida a descubrir el motivo de su desaparición, Shantae comienza a explorar la Ciudad Hundida debajo de la isla en busca de otras semi-genios. En el camino, se encuentra con Risky Boots, su archienemiga de toda la vida, que busca un tesoro misterioso que se dice que reside debajo de la isla, y lucha contra las captoras y gobernantes de la isla, las Siete Sirenas.

## Desarrollo
El 25 de marzo de 2019, WayForward reveló el juego bajo el título provisional Shantae 5 y declaró que se lanzaría en múltiples plataformas, incluido el recién anunciado servicio Apple Arcade, más tarde ese mismo año. El título oficial y los primeros detalles del juego se confirmaron en agosto siguiente. Seven Sirens presenta ilustraciones en 2D pintadas a mano diseñadas para dispositivos de resolución 4K, junto con escenas animadas. La secuencia de apertura del juego fue animada por Trigger y presenta una canción original, "Rise and Shine Shantae", con la voz de la actriz de voz de Shantae, Cristina Vee. La primera parte del juego se lanzó para iOS el 19 de septiembre de 2019 como título de lanzamiento del servicio de suscripción Apple Arcade; el resto del juego se agregará con una próxima actualización. Las versiones iPadOS y tvOS del juego en Apple Arcade se lanzaron el 30 de septiembre. Las versiones macOS del juego en Apple Arcade se lanzaron el 7 de octubre. Las versiones para consola y PC del juego se lanzaron el 28 de mayo de 2020. La actualización de la Parte 2 para las versiones de Apple Arcade se lanzó el 28 de marzo de 2020.